# Lorentz-transformation
 Der er for få eller ingen kildehenvisninger i denne artikel, hvilket er et problem. Du kan hjælpe ved at angive troværdige kilder til de påstande, som fremføres i artiklen.

Lorentz-transformationen er navngivet efter sin opdager, den hollandske fysiker og matematiker Hendrik Antoon Lorentz (1853-1928), og danner grundlaget for den specielle relativitetsteori, som blev introduceret af Albert Einstein. Teorien ophæver modsætningerne mellem teorien for elektromagnetisme og klassisk mekanik.
Ved denne transformation er lyshastigheden den samme i alle inertialsystemer, som postuleret af den specielle relativitetsteori. Selv om ligningerne er knyttet til den specielle relativitetsteori, blev de udviklet før denne. Hendrik Lorentz fremsatte dem i 1904 for at forklare Michelson–Morley eksperimentet ved længdeforkortelse. Dette står i kontrast til den mere intuitive Galilei-transformation, som er tilstrækkelig ved ikkerelativistiske hastigheder (dvs. hastigheder langt mindre end lysets hastighed).
Den kan (for eksempel) bruges til at beregne hvordan en partikels bevægelse ser ud fra et inertialsystem der bevæger sig med konstant hastighed (i forhold til det oprindelige koordinatsystem), og erstatter derved den tidligere Galilei-transformation. Lysets hastighed, c, indgår som en parameter i Lorentz-transformationen. I grænsetilfældet hvor v er forsvindende lille i forhold til c, dvs. hvor {\displaystyle v/c\to 0}, genfindes den galileiske transformation.
Lorentz-transformationen er en gruppetransformation som anvendes til at transformere tid- og rum-koordinater (eller mere generelt en hvilken som helst fire-vektor) fra ét inertialsystem, {\displaystyle S}, til et andet, {\displaystyle S'}, hvor {\displaystyle S'} bevæger sig med hastigheden {\displaystyle v} i forhold til {\displaystyle S} langs x-aksen. Hvis en begivenhed har rumtidskoordinaterne {\displaystyle (t,x,y,z)} i {\displaystyle S}, og {\displaystyle (t',x',y',z')} i {\displaystyle S'},
er sammenhængen mellem disse ifølge Lorentz-transformationen:
{\displaystyle t'=\gamma \left(t-{\frac {vx}{c^{2}}}\right)}
{\displaystyle x'=\gamma (x-vt)}
{\displaystyle y'=y}
{\displaystyle z'=z}
hvor
{\displaystyle \gamma \equiv {\frac {1}{\sqrt {1-v^{2}/c^{2}}}}}
kaldes Lorentzfaktoren
og {\displaystyle c} er lysets hastighed i vakuum.
De ovenstående fire ligninger kan udtrykkes samlet i matrixform som
{\displaystyle {\begin{bmatrix}t'\\x'\\y'\\z'\end{bmatrix}}={\begin{bmatrix}\gamma &-{\frac {v}{c^{2}}}\gamma &0&0\\-v\gamma &\gamma &0&0\\0&0&1&0\\0&0&0&1\\\end{bmatrix}}{\begin{bmatrix}t\\x\\y\\z\end{bmatrix}}}
eller alternativt som
{\displaystyle {\begin{bmatrix}ct'\\x'\\y'\\z'\end{bmatrix}}={\begin{bmatrix}\gamma &-{\frac {v}{c}}\gamma &0&0\\-{\frac {v}{c}}\gamma &\gamma &0&0\\0&0&1&0\\0&0&0&1\\\end{bmatrix}}{\begin{bmatrix}ct\\x\\y\\z\end{bmatrix}}.}
Den første matrixformulering har den fordel at den nemt ses at reducere til Galilei-transformationen i grænsen {\displaystyle v/c\to 0}. Den anden matrixformulering tydeliggør bevarelsen af rum-tids-intervallet {\displaystyle ds^{2}=(cdt)^{2}-dx^{2}-dy^{2}-dz^{2}}, som er en fundamental invariant i den specielle relativitetsteori.
Disse ligninger gælder kun hvis {\displaystyle v} er rettet langs x-aksen af {\displaystyle S}. I de tilfælde hvor {\displaystyle v} ikke er rettet langs x-aksen af {\displaystyle S}, er det generelt lettere at rotere koordinatsystemet således at {\displaystyle v} er orienteret langs x-aksen af {\displaystyle S} end at brydes med den generelle formulering af Lorentz-transformationen.

## Historie
Lorentz opdagede i 1900 at transformationen bevarede Maxwells ligninger. Lorentz troede på æterhypotesen; det var Albert Einstein der udviklede relativitetsteorien for at give et grundlag for dens anvendelse.
Lorentz-transformationen publiceredes først i 1904, men formalismen var ikke perfekt på dette tidspunkt. Den franske matematiker Henri Poincaré reviderede Lorentz' formalisme og gjorde de fire ligninger til den kohærente, selvkonsistente helhed vi kender i dag.

## Bog
- Elvekjær, Finn & Nielsen, Børge Degn (1997): Fysikkens verden (bind 3): Mekanik, elektricitet og magnetisme, kerne- og partikelfysik. København, Gads Forlag. ISBN 87-12-03019-8